# Suzuki Hustler
La Suzuki Hustler (Japonais: スズキ・ハスラー, Suzuki Hasurā)  est une keijidōsha SUV produite par le constructeur automobile japonais Suzuki depuis 2014. La voiture est également vendue par Mazda sous le nom de Mazda Flair Crossover (Japonais: マツダ・フレアクロスオーバー, Matsuda Furea Kurosuōbā) via un accord FEO. En 2020, la Hustler est la seule voiture de tourisme keijidōsha vendue hors du Japon (Hong Kong et Macao).

## Nom
Le département de design de Suzuki a choisi le nom « Hustler » pour promouvoir l'image de conduite vivante et rugueuse de la voiture.

## Première génération (MR31S / MR41S; 2014)
La Hustler de première génération a été mis en vente en janvier 2014, avec le Flair Crossover.

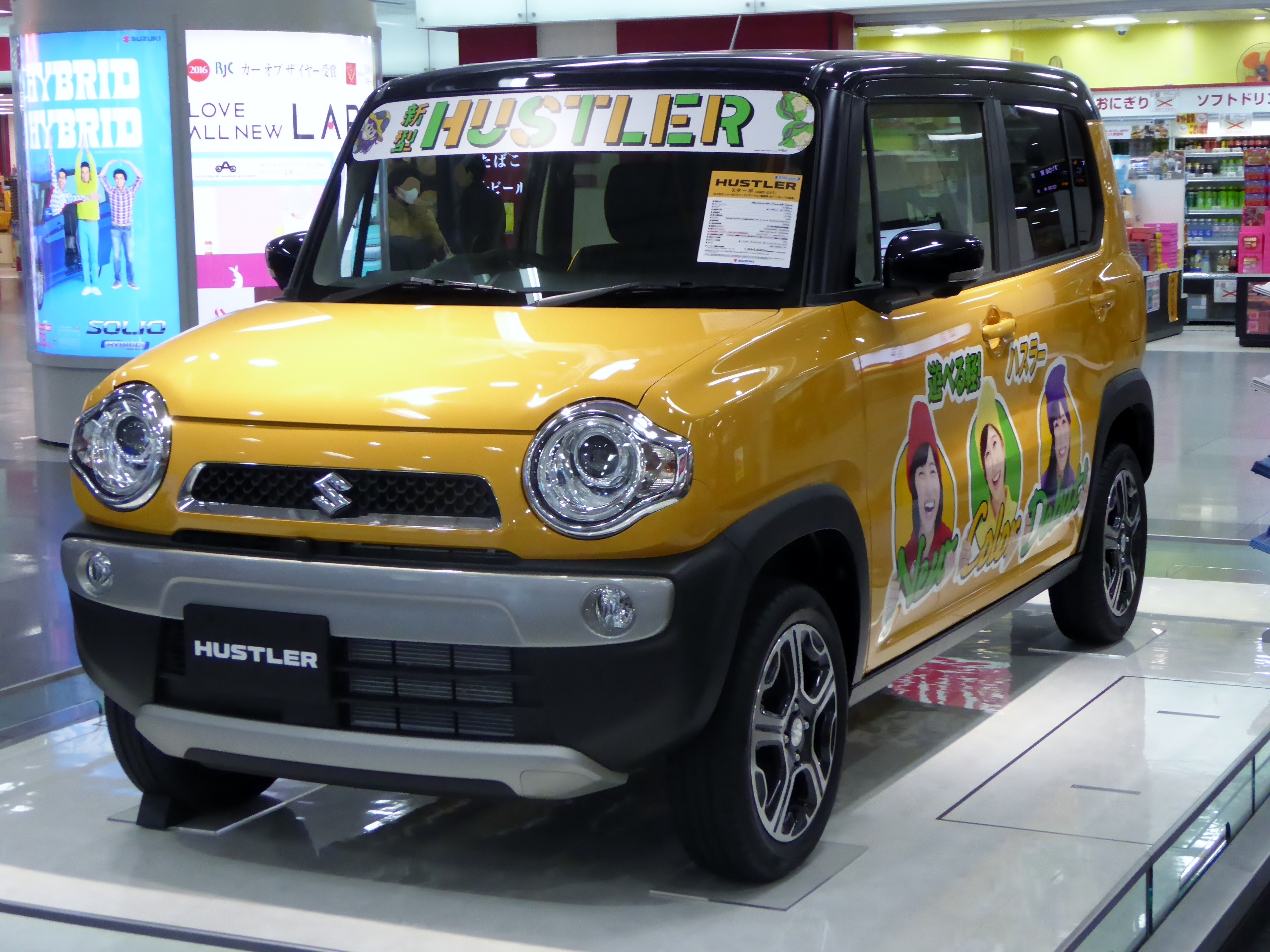
Suzuki Hustler X Turbo 4WD (MR41S, Japon)
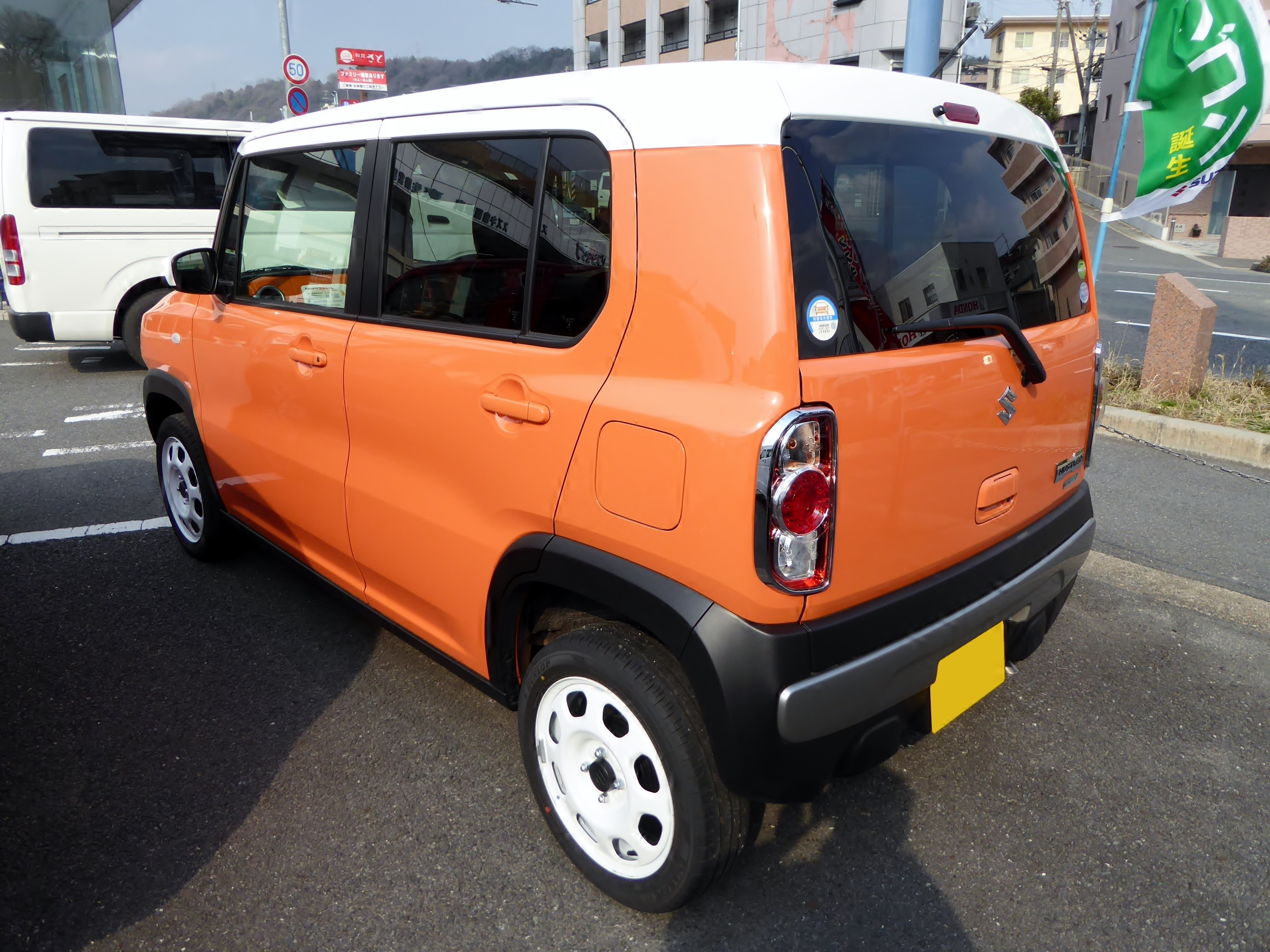
Suzuki Hustler G Turbo (MR31S, Japon)
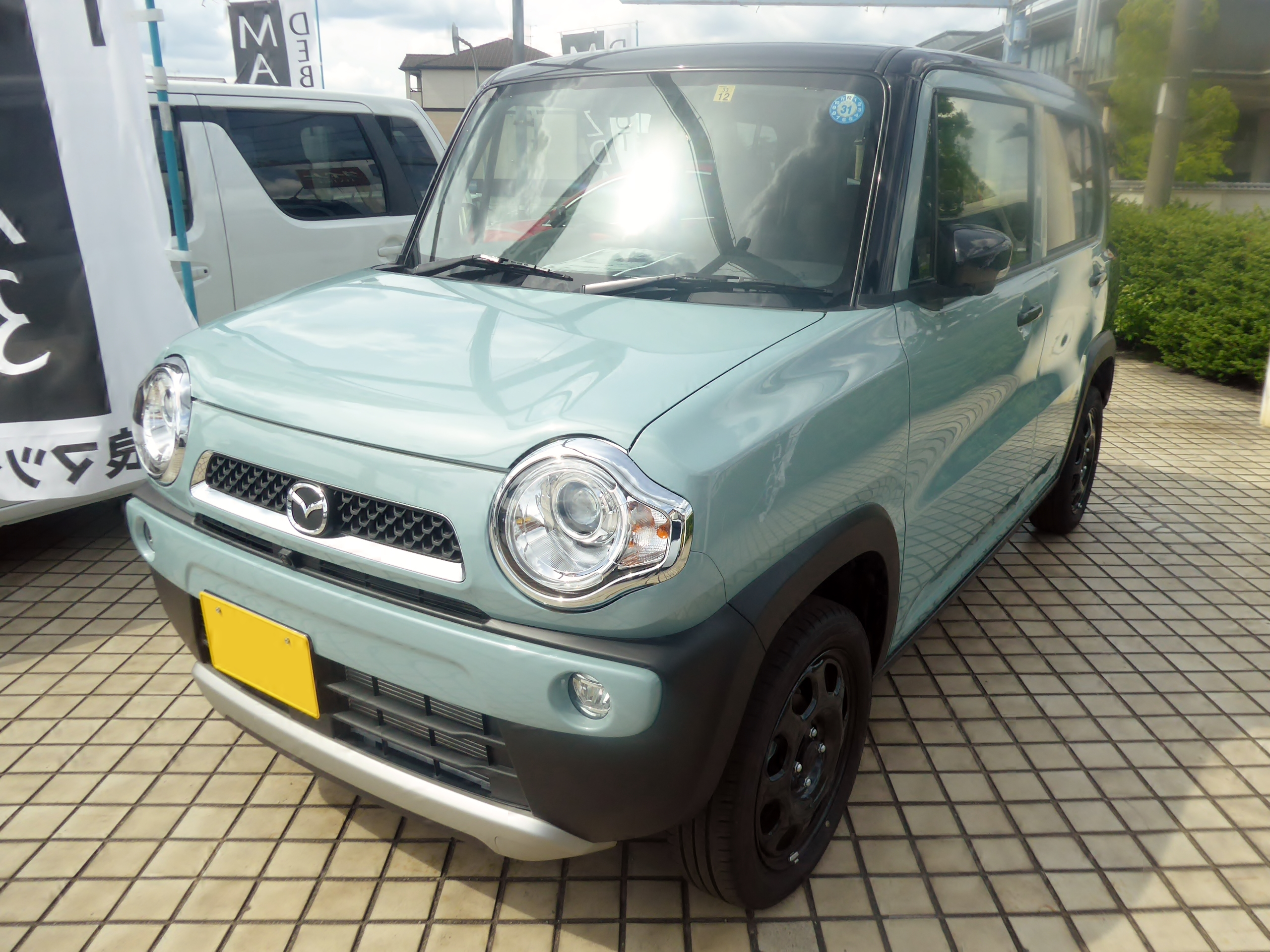
Mazda Flair Crossover XG Special (MS41S, Japon)

## Deuxième génération (MR52S / MR92S; 2020)
La Hustler de deuxième génération a été présenté pour la première fois sous forme de concept au 46e Salon de l'automobile de Tokyo, d'octobre à novembre 2019. La voiture a été conçue pour être plus similaire à la quatrième génération de Jimny. Il a été mis en vente le 20 janvier 2020. Le Flair Crossover a été annoncé le 29 janvier 2020 et est en vente depuis le 27 février 2020.

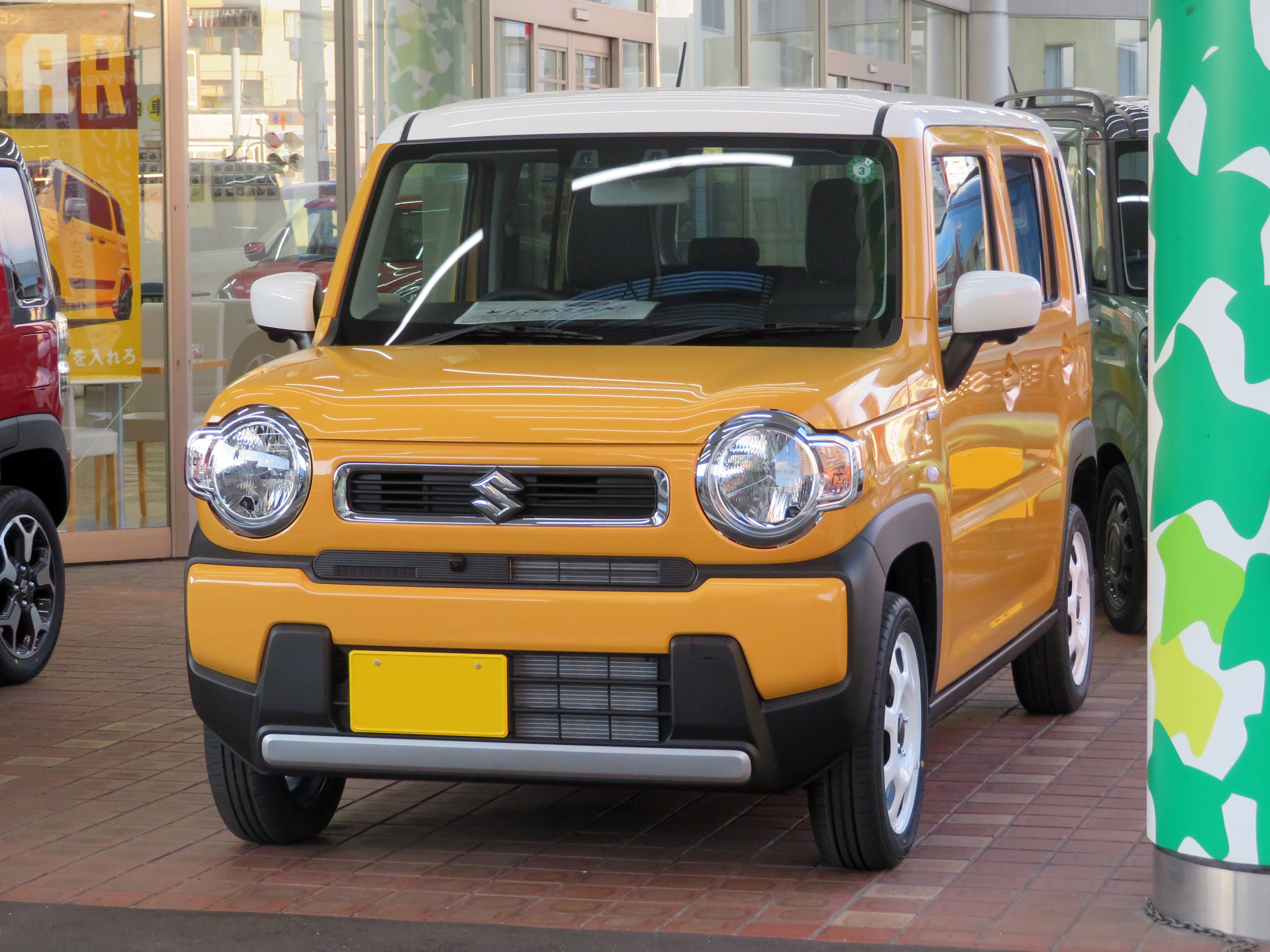
2020 Suzuki Hustler Hybrid G (MR92S, Japon)
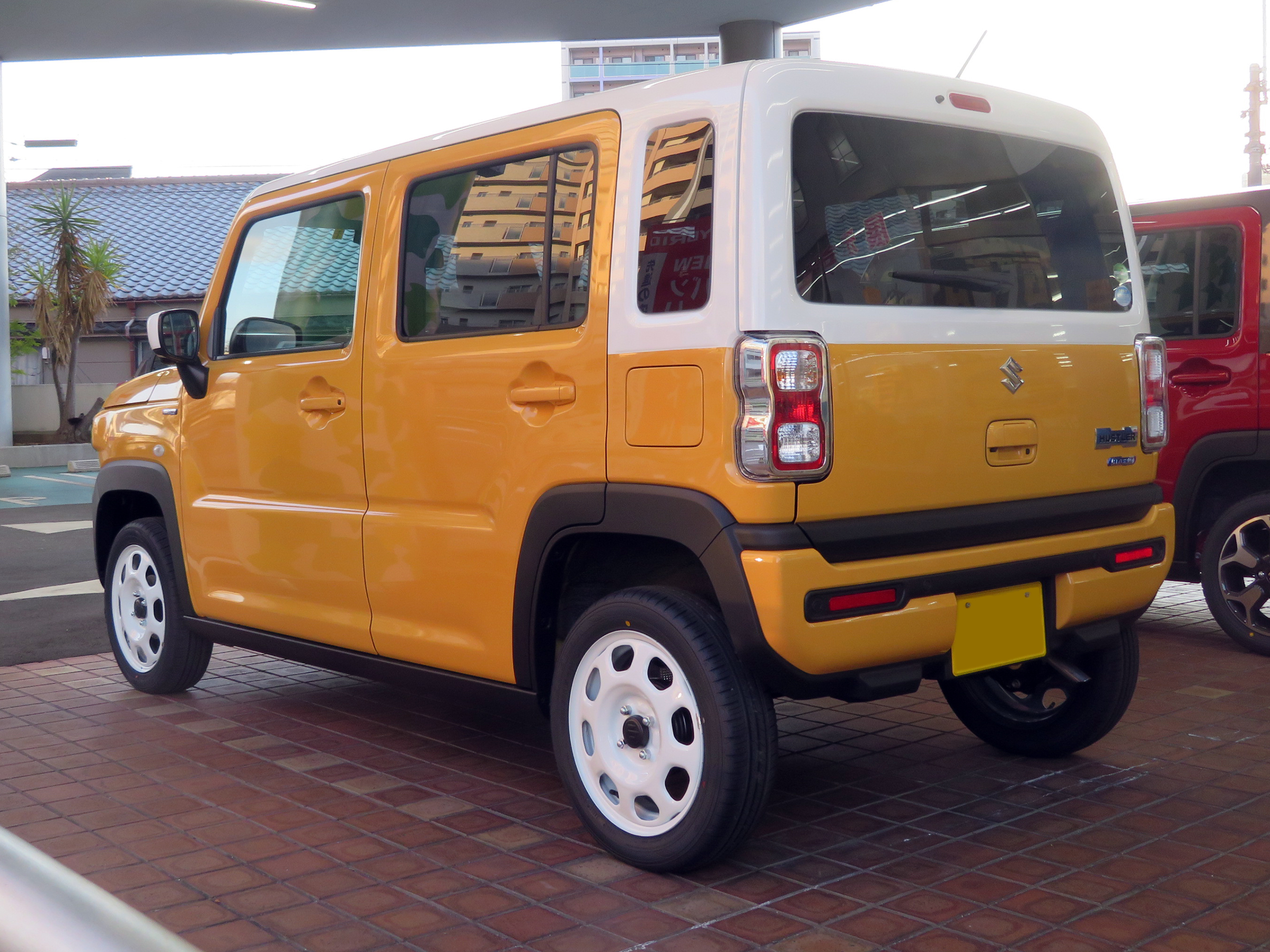
2020 Suzuki Hustler Hybrid G (MR92S, Japon)
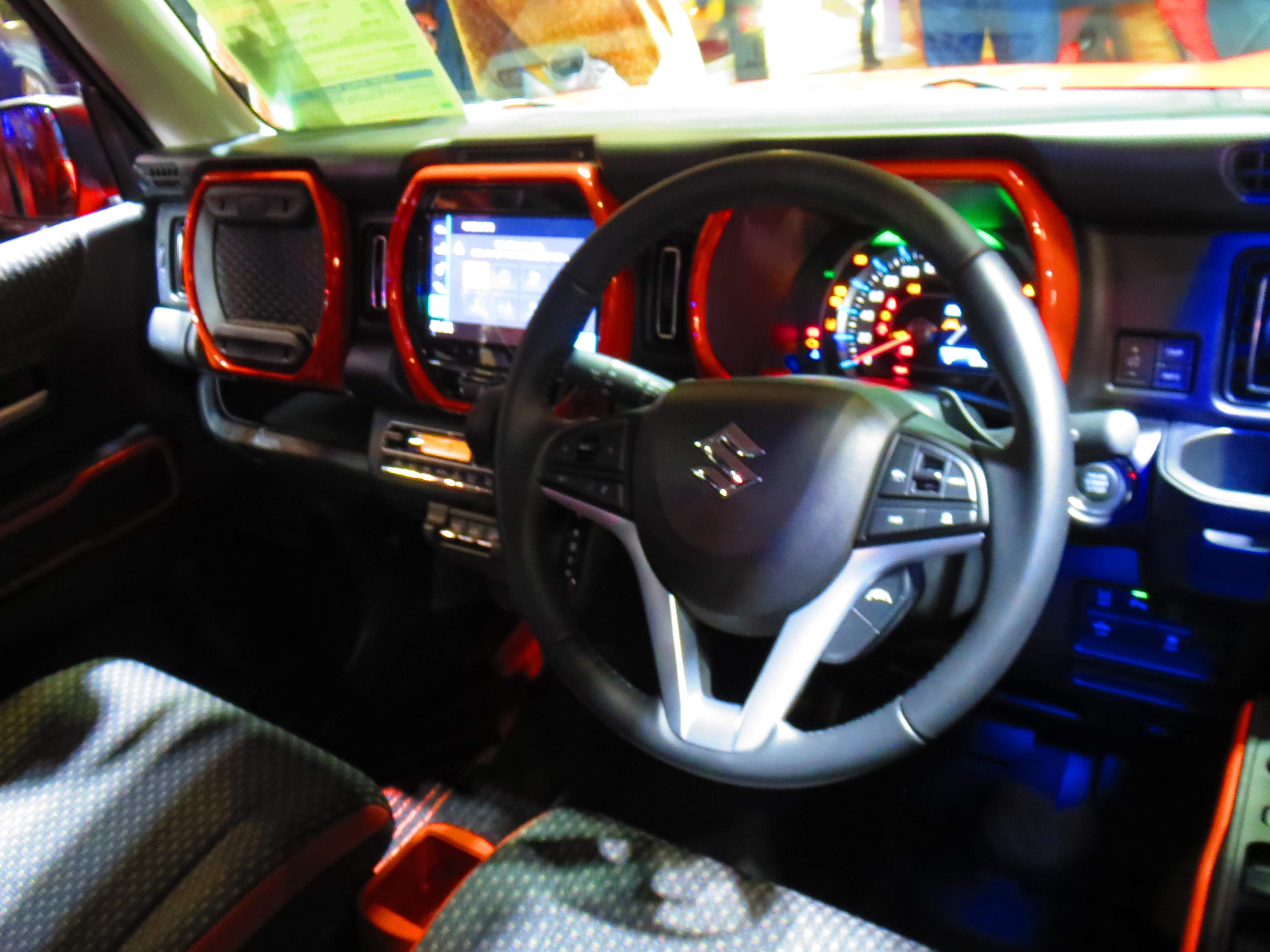
Intérieur